# Chuyên viên tập huấn thể thao

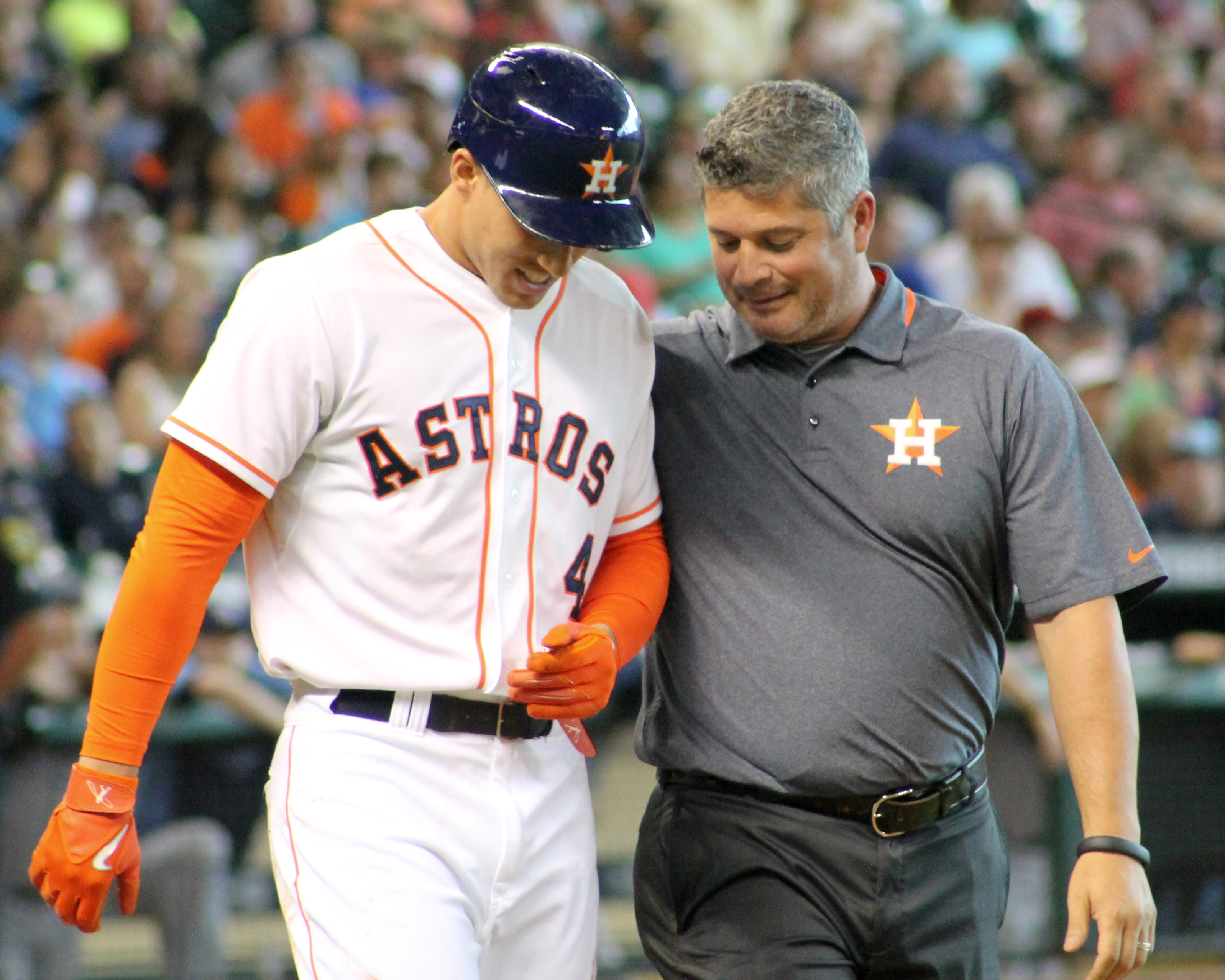
Một chuyên viên tập huấn thể thao (ông Nate Lucero - phải) đánh giá cầu thủ bóng chày George Springer của Houston Astros sau khi Springer bị ném bóng trúng người vào năm 2014

Chuyên viên tập huấn thể thao hay chuyên viên hướng dẫn thể thao là một nghề cung cấp dịch vụ y tế được chứng nhận và cấp phép hành nghề trong lĩnh vực y học thể thao. Tập huấn thể thao đã được Hiệp hội Y khoa Hoa Kỳ (AMA) công nhận là một nghề cộng tác chăm sóc sức khỏe kể từ năm 1990. 
Theo định nghĩa của Hội đồng triển khai chiến lược của Hiệp hội chuyên viên tập huấn thể thao quốc gia Mỹ (NATA) vào tháng 8 năm 2007: 
"Đào tạo thể thao được thực hành bởi các chuyên viên đào tạo thể thao, những công nhân viên y tế hợp tác với bác sĩ để điều chỉnh tối ưu các hoạt động và chất lượng cuộc sống người bệnh bất kể họ năng động hay ít hoạt động. Đào tạo thể thao bao phủ các công tác phòng ngừa, chẩn đoán và can thiệp các bệnh lý cấp cứu, cấp tính và mạn tính liên quan đến suy giảm, hạn chế chức năng và các khuyết tật."

Ở Mỹ, để trở thành một chuyên viên tập huấn thể thao thì phải có bằng thạc sĩ từ một chương trình đào tạo bậc chuyên viên được công nhận và sau đó tham dự và vượt qua kỳ thi của Hội đồng Chứng nhận. Đến năm 2023, tất cả các chương trình chuyên viên được công nhận sẽ phải đào tạo bậc thạc sĩ. Mỗi tiểu bang sau đó sẽ có các cơ quan quản lý riêng để kiểm soát việc thực hành tập huấn thể thao trong tiểu bang đó. Hầu hết các tiểu bang (43) đều yêu cầu chuyên viên tập huấn thể thảo phải có giấy phép để hành nghề, 4 tiểu bang (Hawaii, Minnesota, Oregon, Tây Virginia) yêu cầu đăng ký hành nghề, 2 tiểu bang (New York, Nam Carolina) yêu cầu có giấy chứng nhận, trong khi California không có quy định bang nào về việc thực hành tập huấn thể thao.  Các lĩnh vực chuyên môn của chuyên viên tập huấn thể thao được chứng nhận bao gồm:
- Đeo các thiết bị bảo vệ hoặc phòng ngừa chấn thương như băng dán, băng gạc và nẹp bảo vệ.
- Nhận biết và đánh giá chấn thương
- Sơ cứu hoặc điều trị cấp cứu
- Phát triển và thực hiện các chương trình phục hồi chức năng cho các vận động viên bị thương
- Lập kế hoạch và triển khai các chương trình toàn diện để ngăn ngừa chấn thương và bệnh tật cho các vận động viên
- Thực hiện các nhiệm vụ hành chính như lưu giữ hồ sơ và viết báo cáo về các chấn thương và chương trình điều trị

Các dịch vụ do chuyên viên hướng dẫn thể thao thực hiện diễn ra ở các cơ sở chuyên tập huấn thể thao, trường tiểu học, trường đại học, phòng khám phục hồi chức năng nội trú và ngoại trú, bệnh viện, phòng khám bác sĩ, nhà văn hóa, nơi làm việc và thậm chí trong quân đội. Xu hướng mới cho nghề tập huấn thể thao bao gồm cả cơ hội thực tập phẫu thuật.